# An der Schanze 1, 6, 15–18; Benndorfer Straße 1, 1a, 22; Grünstraße 10, Ringstraße 1, 2, 5, 6, 21–23, Schmiedestraße 1, 2, 4–7 (Dieskau)

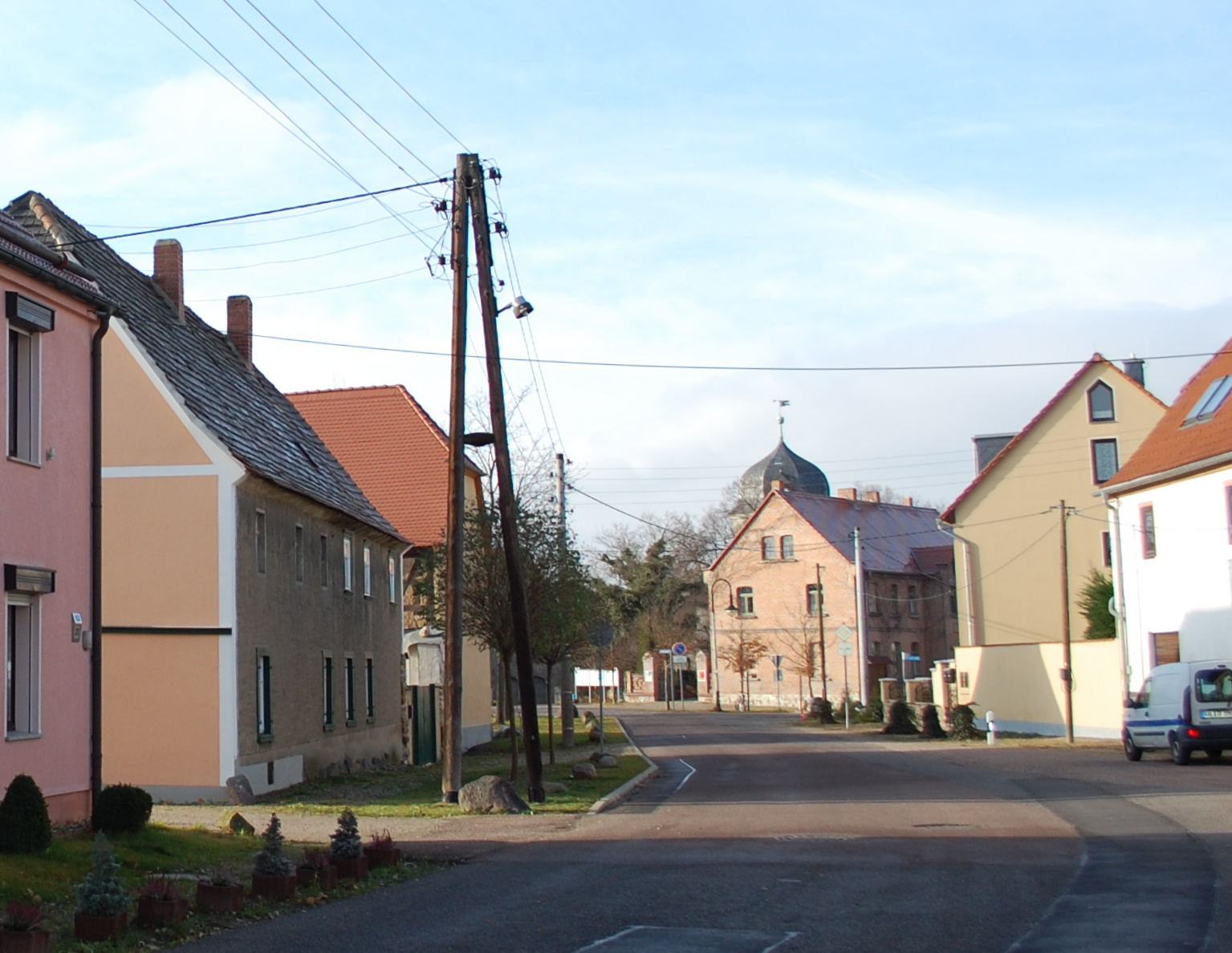
Benndorfer Straße in Dieskau

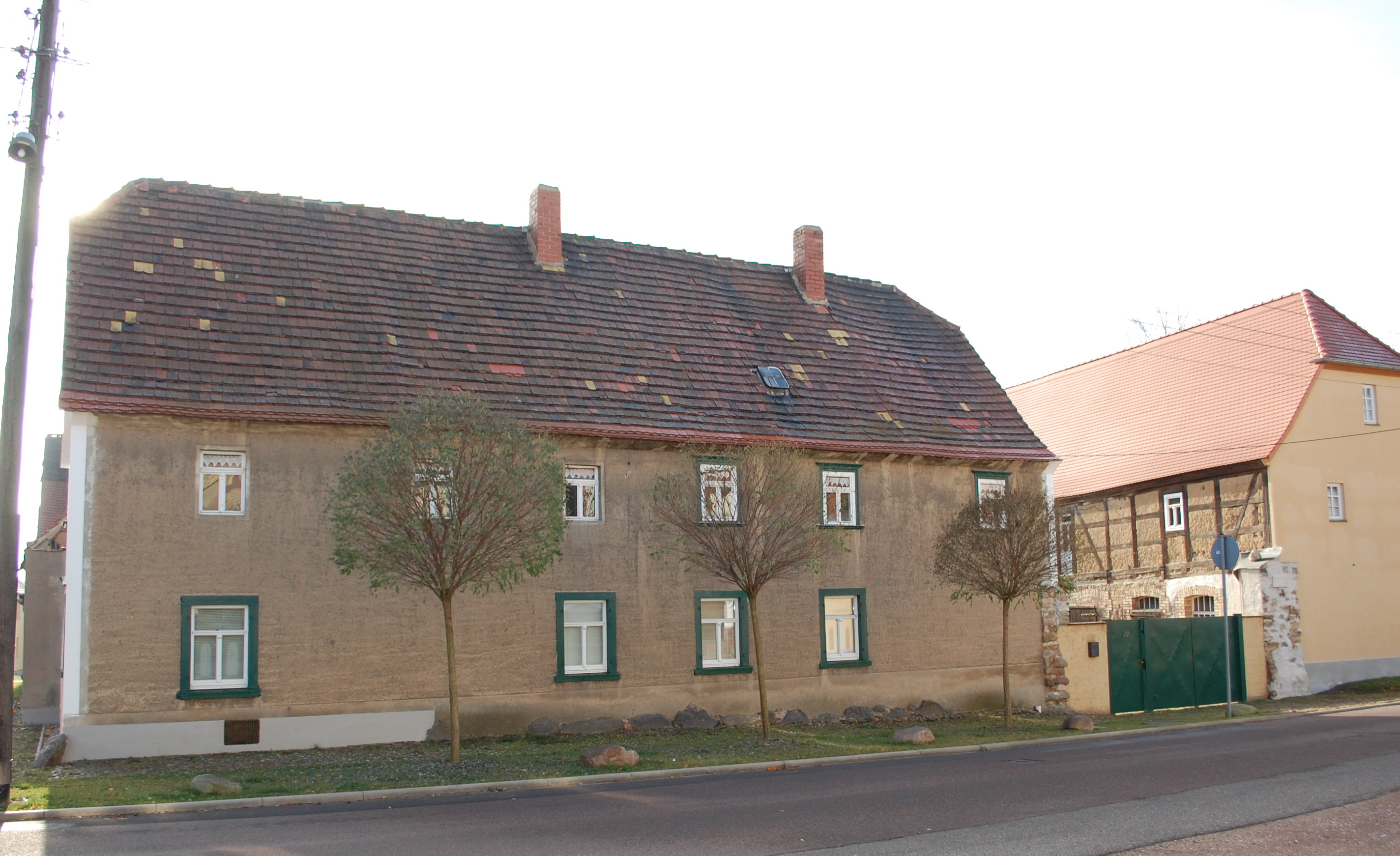
Haus Benndorfer Straße 22

An der Schanze 1, 6, 15–18; Benndorfer Straße 1, 1a, 22; Grünstraße 10, Ringstraße 1, 2, 5, 6, 21–23, Schmiedestraße 1, 2, 4–7 ist die Bezeichnung eines denkmalgeschützten Straßenzuges im zur Gemeinde Kabelsketal gehörenden Dorf Dieskau in Sachsen-Anhalt.

## Lage
Der Straßenzug befindet sich in der Ortsmitte des Dorfes und ist im Denkmalverzeichnis der Gemeinde Kabelsketal eingetragen.

## Architektur und Geschichte
Der denkmalgeschützte Bereich umfasst den Dorfkern mit Gasthof, Pfarrhaus und Feuerwehrhaus. Darüber hinaus gehören auch Wohnhäuser und Gehöfte sowie ein 1857/59 von Regierungsbaumeister Friedrich August Ritter am Dorfplatz errichtetes Schulgebäude zum Denkmal.